# Kamuysaurus

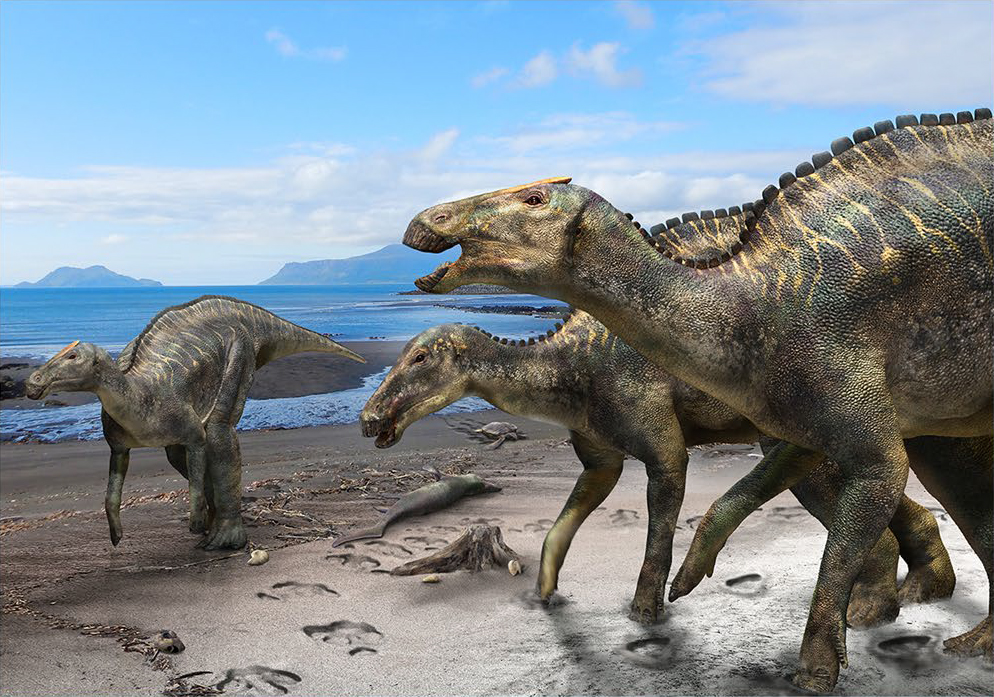
Kamuysaurus japonicus

Kamuysaurus japonicus is een plantenetende ornithischische dinosauriër, behorend tot de Euornithopoda, die tijdens het late Krijt leefde in het gebied van het huidige Japan.

## Vondst en naamgeving
In 2003 vond amateurpaleontoloog Yoshiyuki Horita bij de kreek van de Shirafunezawa in het noorden van Hobetsu nabij Mukawa op Hokkaido de staart van een skelet van een euornithopode. Het hele skelet werd in 2013 en 2014 opgegraven door teams van het Hobetsu Museum en het Hokkaido University Museum. De vondst kreeg eerst de informele naam "Mukawaryu", de "Draak van Mukawa".
In 2019 werd de typesoort Kamuysaurus japonicus benoemd en beschreven door Yoshitsugu Kobayashi, Tomohiro Nishimura, Ryuji Takasaki, Kentaro Chiba, Anthony Ricardo Fiorillo, Kohei Tanaka, Tsogtbaatar Chinzorig, Tamaki Sato en Kazuhiko Sakurai. De geslachtsnaam is afgeleid van kamuy, wat "godheid" betekent in de taal van de Ainoe, de oorspronkelijke bevolking van Hokkaido. Aan de Ainu Association of Hokkaido werd toestemming gevraagd voor het gebruik van de term teneinde het verwijt van culturele toe-eigening te ontlopen. De soortaanduiding verwijst naar de herkomst uit Japan.

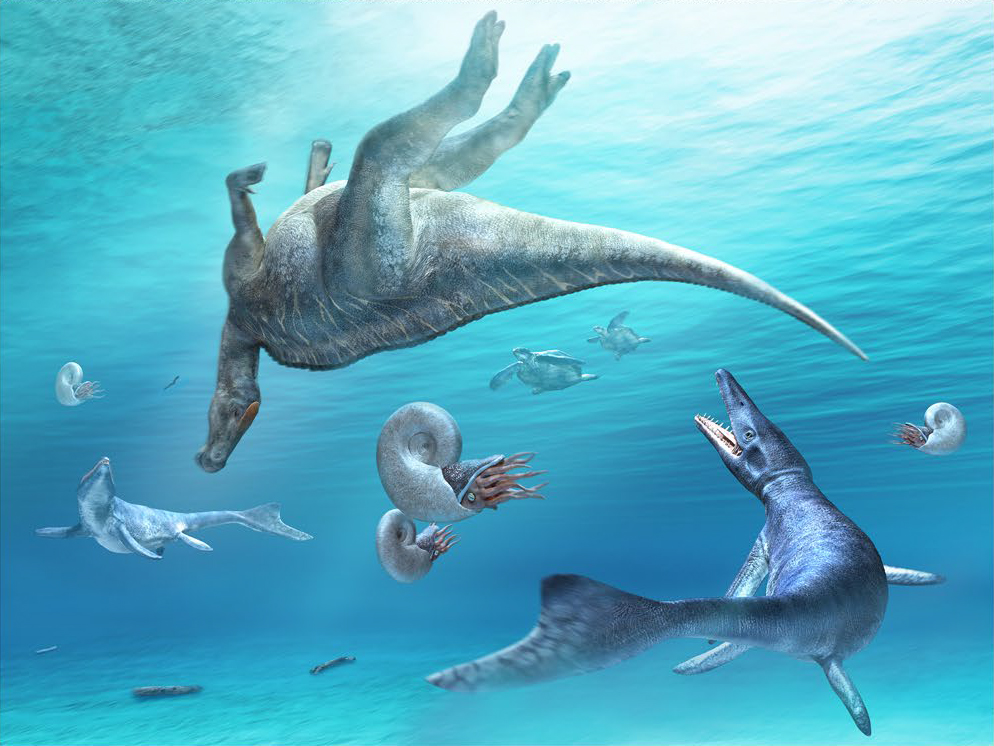
Het zinkende karkas

Het holotype, HMG-1219, is gevonden in een zeeafzetting van de Hakobuchoformatie die dateert uit het vroege Maastrichtien, in een laag die gedateerd is tussen de 72,4 en 70,6 miljoen jaar oud. Het bestaat uit een tamelijk compleet skelet met schedel en onderkaken. Het mist voornamelijk de snuit, de bovenste sacrale wervels en talrijke kootjes. Bewaard zijn gebleven: de bovenkaaksbeenderen, de prefrontalia, de voorhoofdsbeenderen, de voorhoofdsbeenderen, de postorbitalia, het linkersquamosum, de onderste hersenpan, de jukbeenderen, de quadrata, de pterygoïden, beide dentaria, het linkerspleniale, het rechtersurangulare, twee ceratobranchialia, honderdveertig losse tanden, veertien halswervels, zeventien ruggenwervels, de onderzijden van drie sacrale wervels, vierenveertig staartwervels, een linkernekrib, zesentwintig ribben, dertig chevrons, de schoudergordel, het rechterborstbeen, beide voorpoten, het bekken en beide achterpoten. Het skelet vertegenwoordigt samen met dat van Fukuivenator de meest volledige dinosauriërvondsten uit Japan. De beenderen zijn gevonden op een oppervlakte van vier bij zeven meter en lagen gedeeltelijk in verband. Het betreft een volwassen individu van minstens negen jaar oud. Het zou als karkas in zee gespoeld zijn en afgezonken.

## Beschrijving

### Grootte en onderscheidende kenmerken

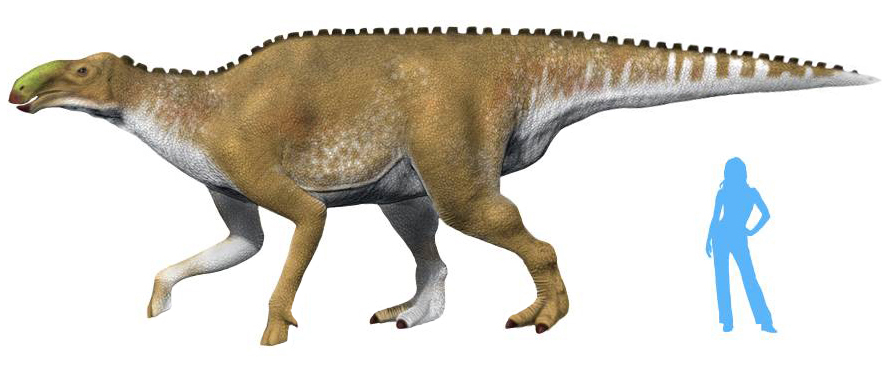
Kumaysaurus in grootte vergeleken met een mens

Kamuysaurus werd ongeveer zes tot acht meter lang. Het gewicht is geschat op vier of 5,3 ton, afgaande op de omtrek van het dijbeen. Liep het dier op twee poten dan konden die vier ton dragen; liep het op vier poten dan zouden de voorpoten een extra gewicht van 1,3 ton hebben kunnen torsen.
De beschrijvers wisten enkele onderscheidende kenmerken vast te stellen. Drie daarvan zijn autapomorfieën, unieke afgeleide eigenschappen. Op het quadratum bevindt zich de inkeping aan de zijde van het quadratojugale op ongeveer driekwart van de verticale lengte van het element, van het boveneinde uit gemeten. Het surangulare heeft een korte opgaande tak. De zesde tot dertiende ruggenwervel hebben doornuitsteeksels die naar voren hellen.
Daarnaast was er een unieke combinatie van op zich niet unieke kenmerken. Bij de maxillaire tanden is de hoofdrichel licht gebogen. Bij de dentaire tanden is de hoogte/breedte-verhouding relatief hoog, boven de 3,3. De voorste tak van het dentarium die bijdraagt aan de symfyse, is slechts matig naar binnen verbreed. Bij het dentarium is de voorrand van de processus coronoides langer dan de achterrand. De voorste tak van het jukbeen heeft een driehoekige onderrand die even breed is als hoog. Het jukbeen heeft een slechts licht naar voren hellend raakvlak met het verhemeltebeen. Bij het jukbeen is de achterrand van de beenplaat richting quadratojugale bijna recht. Bij het prefrontale vormt de voorste bovenrand een gladde curve aan de rand van de oogkas. De achterste tak van het postorbitale eindigt vóór de kop van het quadratum. Het voorhoofdsbeen heeft een lange beennaad met het neusbeen. Het onderste slaapvenster is rechthoekig. Het opperarmbeen heeft een deltopectorale kam die maar weinig verbreed is. Het opperarmbeen is slank waarbij de breedte van de schacht maar een vijfde van de lengte bedraagt.

### Skelet

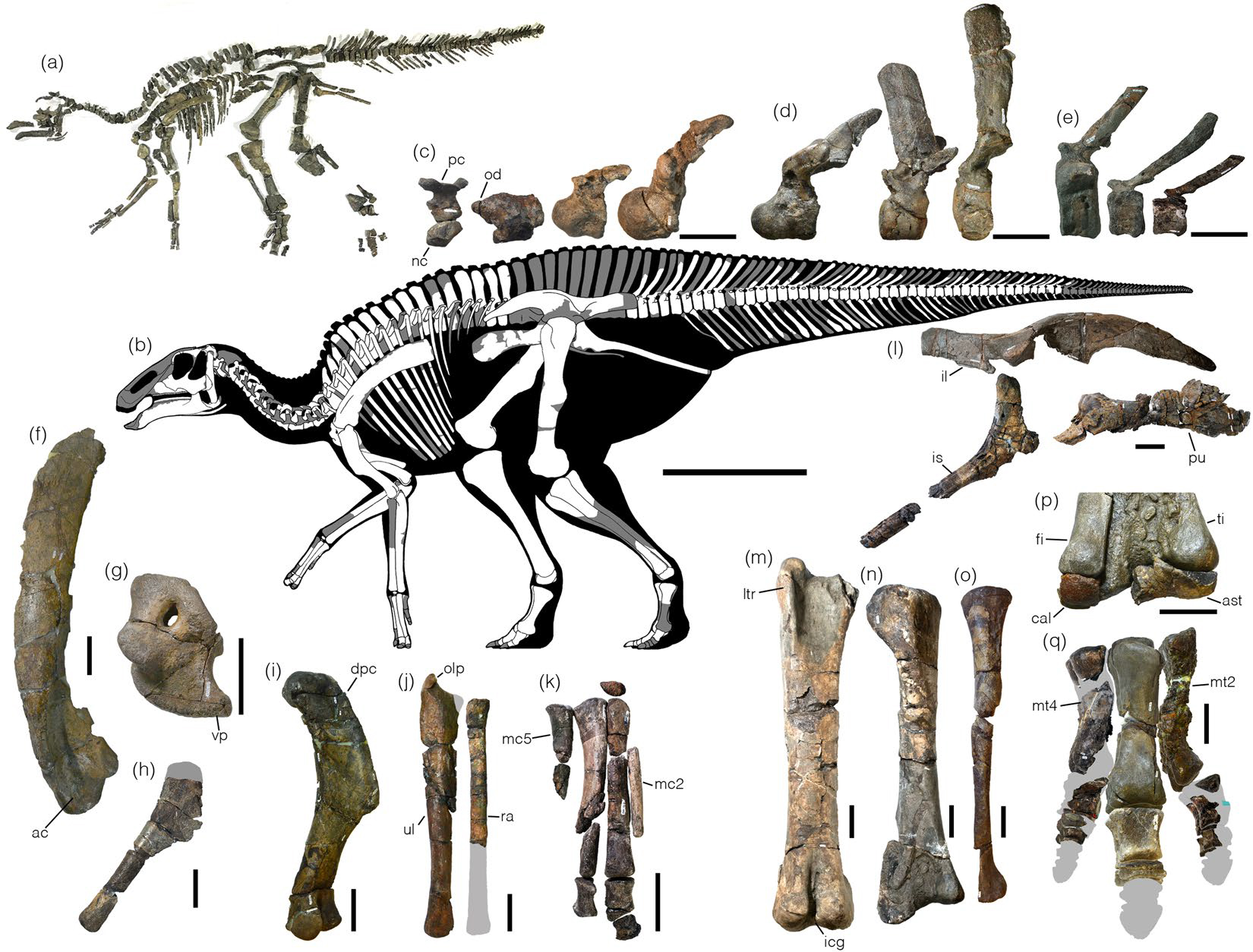
Diagram met selectie van skeletelementen

#### Schedel
De schedel is matig langwerpig. De aanwezigheid van een neuskam is niet vast te stellen. De vorm van het prefrontale wijst op een kleine naar achteren gerichte kam van het voorste schedeldak uit.

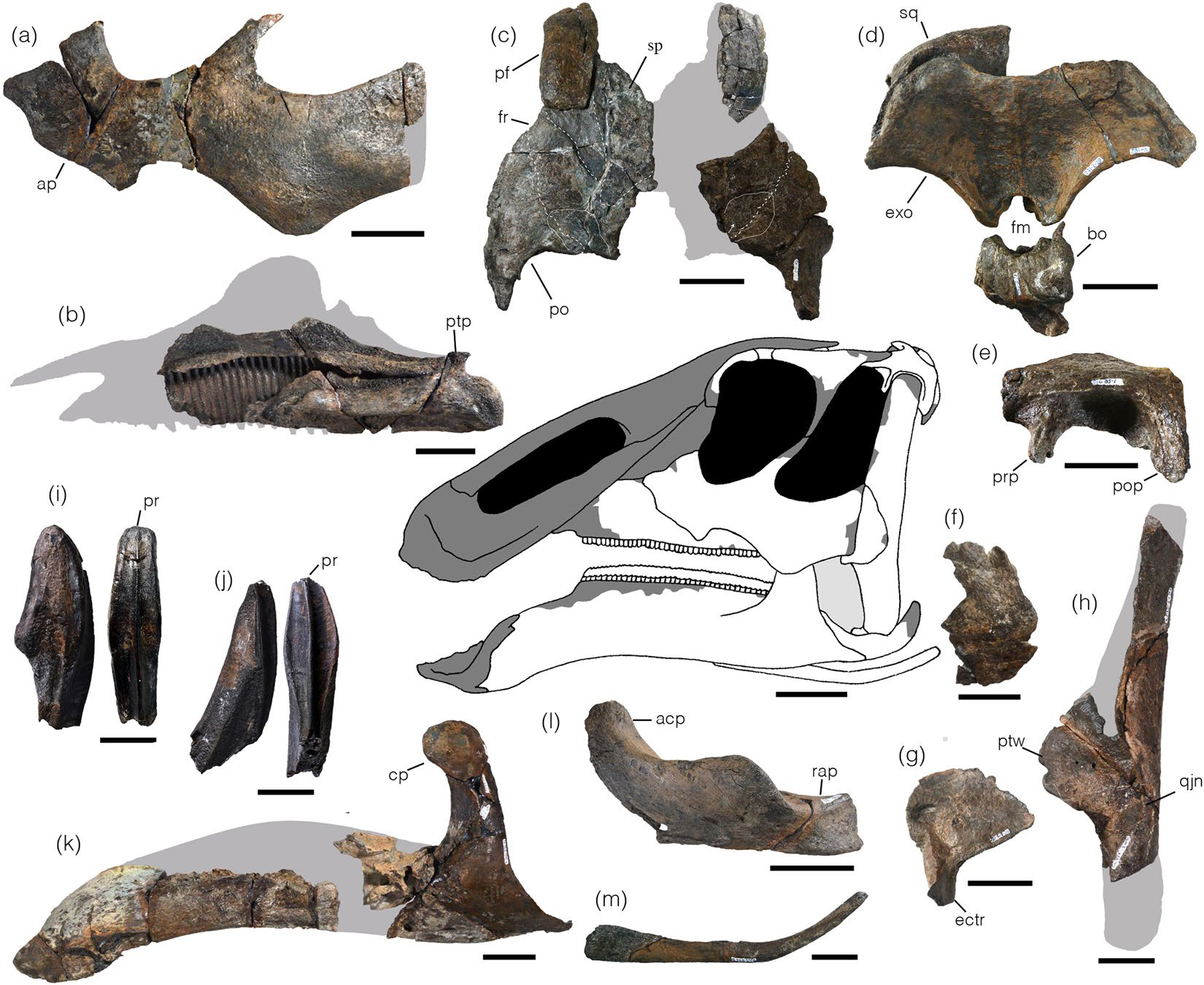
Schedelbotten

Het rechterbovenkaaksbeen draagt negenendertig tandposities over een lengte van 234 millimeter. De gebogen bijdrage van het prefrontale aan de oogkas wijkt af van de hoek bij verwanten. Bij het jukbeen draagt de voorste tak aan de onderzijde een klein driehoekig uitsteeksel net als Gryposaurus, afwijkend van het gebogen uitsteeksel bij Edmontosaurus. Op de binnenzijde van die tak maakt de richel op het raakvlak met het verhemeltebeen een hoek van 114° met de lijn tussen de onderkanten van de oogkas en het onderste slaapvenster. Tussen het uitsteeksel en de achterste beenplaat van het jukbeen bevindt zich een hoge en diepe inkeping, verschillend van de ondiepe inham bij Saurolophus en Prosaurolophus. De achterste tak is robuust maar mist een inkeping aan de achterste onderrand. Bij het quadratum is de positie van de inkeping uniek laag voor de Hadrosauridae. Bij het squamosum staat het tamelijk korte uitsteeksel dat de kop van het quadratum van voren omvat, af van het hoofdlichaam dat erboven een beenplateau vormt, als bij Maiasaura. De basis van de beenbalk van het postorbitale mist een diepe binnenste uitholling, anders dan bij Edmontosaurus. Het voorhoofdsbeen heeft meer naar buiten een hoog contactfacet met het prefrontale, maar achteren uitlopend in een punt. Meer naar binnen loopt het raakvlak met het prefrontale recht naar voren tot een meer schuin naar achteren lopende lange beennaad waarvan men aannam dat die ondanks erosieschade de oorspronkelijke sutuur met het neusbeen vertegenwoordigt. De achterhoofdsknobbel steekt bijna horizontaal naar achteren.

#### Onderkaken
Bij de onderkaak buigt het voorste dentarium 39° naar beneden. De voorste verbreding naar binnen is maar iets meer dan tweemaal breder dan de minimumdiameter van de schacht. In bovenaanzicht buigt de symfyse maar 7° naar binnen. Het tandeloze diasteem vooraan heeft een vijfde van de lengte van de tandrij. Het dentarium heeft zesendertig tandposities over en lengte van achtentwintig centimeter. De schuin naar voren en boven stekende opgaande tak van het surangulare bereikt de processus coronoides niet. Het dunne rechthoekige retroarticualir uitsteeksel, de hefboom om de muil te openen, buigt niet naar boven en maakt naar binnen gericht een hoek van 144° met het hoofdlichaam.
De tanden zijn lansvormig. Die van de bovenkaken zijn stomp, die van de onderkaken spits. De hoogte/breedte-verhouding is bij grote maxillaire tanden 3,7; bij dentaire tanden 3,6. De hoofdrichel staat in het midden en is licht golvend. Secundaire richels ontbreken. Sommige tanden hebben kleine kartelingen aan het spits. De wortel maakt een hoek van 150° met de kroon bij maxillaire tanden, en 130 tot 140° bij de dentaire tanden van de onderkaak.

#### Postcrania
Bij de voorste halswervel, de atlas, vormen de onvergroeide pleurocentra achteraan een cirkelvormig gewrichtsvlak, anders dan het ovale vlak bij Brachylophosaurus. Een andere overeenkomst is dat het neurocentrum van deze wervel bultjes mist op het voorste facet. De draaier heeft grote zijwaarts uitstekende parapofysen en een hol achtervlak. Dat laatste past goed bij het gegeven dat de halswervels opisthocoel zijn, met een bolle voorkant. De derde wervel mist een zichtbaar doornuitsteeksel en dit is laag bij de volgende wervels. De achterste gewrichtsuitsteeksels staan in bovenaanzicht haaks op elkaar, een V vormend.
De voorste drie ruggenwervels, eveneens opisthocoel, hebben naar achteren hellende gepunte vrij korte doornuitsteeksels, als bij Tsintaosaurus, Olorotitan en Magnapaulia. De vierde wervel is beschadigd. Bij de vijfde wervel staat het uitsteeksel verticaal en tot en met de dertiende wervel hellen de afgeronde processus spinosi naar voren, een uniek kenmerk. Ook bij de zestiende en zeventiende wervel is er een lichte voorwaartse helling terwijl die bij de veertiende en vijftiende niet eenduidig is. Bij de amfiplatte staartwervels hebben de eerste vier een ronde doorsnede, is het centrum tot en met de drieëntwintigste wervel trapeziumvormig en zeshoekig in doorsneden tot en met de vierenveertigste wervel.
In de schoudergordel is bij het ravenbeksbeen het bolle raakvlak met het schouderblad groter dan de holle bijdrage aan het schoudergewricht net als bij Secernosaurus. Bij de meeste hadrosauriden is het andersom.
De voorpoot is vrij slank. De deltopectorale kam beslaat iets meer dan de helft van de lengte van het opperarmbeen. Ook de middenhandsbeenderen zijn slank.
Het bekken is tamelijk zwaar beschadigd. De schacht van het zitbeen is lang en recht.
Bij het dijbeen ligt de afgeronde vierde trochanter op het midden van de schacht. De onderste gewrichtsknobbels vormen vooraan geen tunnel.
Twee grote ronde en twee kleinere hoekigere kiezelstenen zijn bij het skelet aangetroffen. Ze werden vermoed gastrolieten te zijn.

## Fylogenie
Kamuysaurus werd in 2019 in de Hadrosaurinae geplaatst. Hij zou binnen de Edmontosaurini de zustergroep zijn van een klade gevormd door Laiyangosaurus en Kerberosaurus. Kamuysaurus is de eerste hadrosaurine die uit Japan bekend is.